# 030 PO 793 à 875
Les 030 PO 793 à 875 sont des locomotives de la compagnie du chemin de fer de Paris à Orléans de type 030 Bourbonnais, affectées à la traction des trains de marchandise.

## Histoire
Une série de  205 locomotives est construite entre 1863 et 1886 avec des roues motrices de 1,35 mètres de diamètre pour les lignes au relief varié.
Les locomotives sont immatriculées dans la série 792 à 996.
En 1934, lors de la fusion avec la compagnie du Midi, les locomotives restantes sont numérotées dans la série 030-793 à 030-875
En 1938, lors de la création de la SNCF, elles deviennent les 4-030 A 793 à 4-030 A 875.

## Chronologie livraisons
N° 792-811, livrées par André Koechlin  en 1863,
N° 812-831, livrées par Cail  en 1865,
N° 832-845, livrées par Fives-Lille  en 1865,
N° 846-851, livrées par Cail  en 1865,
N° 852-881, livrées par André Koechlin  en 1865,
N° 882-891, livrées par Graffenstaden  en 1870,
N° 892-921, livrées par Claparède  en 1872,
N° 922-941, livrées par Cail  en 1873,
N° 942-951, livrées par Ateliers d'Ivry  en 1876,
N° 952-961, livrées par Schneider  en 1877,
N° 962-976, livrées par Fives-Lille en 1877,
N° 976-989, livrées par SACM Belfort en 1886,
N° 990-996, livrées par SACM Belfort en 1886

## Caractéristiques
Empattement : 3,43 m
Poids à vide : 38,650 t
Poids en charge : 42,600 t
Poids du tender : 19,200 t
Capacité en eau du tender : 6 000 litres
Capacité en charbon du tender : 4,1 t
Diamètre des roues motrices : 1350 mm
Diamètre et course des cylindres : 450 x 650 mm
Pression dans la chaudière : 11 Bars
Surface de grille : 1,42 m2
Surface de chauffe : 151.43 m2